# Коме закон лежи у топузу трагови му смрде нечовјештвом
Коме закон лежи у топузу трагови му смрде нечовјештвом, изрека Петра II Петровића Његоша , српског пјесника и мислиоца, владара и владике Црне Горе у спјеву Горски вијенац.

## Поријекло изреке
Изречена у спјеву „Горски вијенац“, као објашњење и упозорење освајачкој османској сили: 
| „ | Коме закон лежи у топузу, трагови му смрде нечовјештвом! | ” |

## Тумачење и поука
Сила јесте, најчешће, прекомјерна и неправедна. Таква не поштује ни елементарне норме човјечности. 